# Reprezentacja Francji w piłce nożnej kobiet
Reprezentacja Francji w piłce nożnej kobiet – zespół piłkarek nożnych, reprezentujący Francję w meczach i sportowych imprezach międzynarodowych, powoływany przez selekcjonera, w którym mogą występować wyłącznie zawodniczki posiadające obywatelstwo francuskie. Za jej funkcjonowanie odpowiedzialny jest Francuski Związek Piłki Nożnej (FFF).
Największymi sukcesami reprezentacji jest IV miejsce na mistrzostwach świata (2011), udział w ćwierćfinale na mistrzostwach Europy (2009, 2013, 2017) oraz IV miejsce w Igrzyskach Olimpijskich (2012).

## Historia
Francuzki początkowo nie odgrywały większej roli na arenie międzynarodowej. Nie zdołały zakwalifikować się do trzech pierwszych turniejów mistrzostw świata oraz sześciu pierwszych turniejów o tytuł mistrza Europy, aż do 1997 roku. Jednak od początku XXI wieku drużyna konsekwentnie kwalifikuje się do kolejnych mistrzowskich turniejów. W listopadzie 2002 roku po zwycięstwie w barażach nad reprezentacją Anglii po raz pierwszy awansowała na mistrzostwa świata. W turnieju odbywającym się w Stanach Zjednoczonych odniosła po jednym zwycięstwie, remisie oraz porażce zajmując trzecie miejsce w grupie, a dziewiąte w całym turnieju. Od tego momentu Francuzki dwukrotnie awansowały do ćwierćfinału Mistrzostw Europy, zaś w roku 2011 odniosły pierwszy sukces, awansując do najlepszej czwórki turnieju mistrzostw świata. W rezultacie zespół zakwalifikował się do turnieju olimpijskiego, podczas którego zajął czwarte miejsce przegrywając z Kanadyjkami po bramce straconej w doliczonym czasie spotkania. W 2012 i 2014 roku zwycięzca międzynarodowego turnieju towarzyskiego Cyprus Cup.
Obecnym selekcjonerem jest Philippe Bergeroo, który zastąpił Bruno Bini 11 września 2013 roku.

## Udział w turniejach międzynarodowych

### Igrzyska olimpijskie
| 1996 | Nie zakwalifikowała się | Nie zakwalifikowała się |
| 2000 | Nie zakwalifikowała się | Nie zakwalifikowała się |
| 2004 | Nie zakwalifikowała się | Nie zakwalifikowała się |
| 2008 | Nie zakwalifikowała się | Nie zakwalifikowała się |
| 2012 | Awans                   | IV miejsce              |
| 2016 | Awans                   | Ćwierćfinał             |
| 2020 | Nie zakwalifikowała się | Nie zakwalifikowała się |

### Mistrzostwa świata
| Udział w Mistrzostwach Świata | Udział w Mistrzostwach Świata | Udział w Mistrzostwach Świata | Udział w Mistrzostwach Świata | Udział w Mistrzostwach Świata | Udział w Mistrzostwach Świata | Udział w Mistrzostwach Świata | Udział w Mistrzostwach Świata | Udział w Mistrzostwach Świata |
| Gospodarz / Rok               | Rezultat                      | M                             | W                             | R*                            | P                             | B+                            | B-                            |                               |
| ----------------------------- | ----------------------------- | ----------------------------- | ----------------------------- | ----------------------------- | ----------------------------- | ----------------------------- | ----------------------------- | ----------------------------- |
| 1991                          | Nie zakwalifikowała się       | Nie zakwalifikowała się       | Nie zakwalifikowała się       | Nie zakwalifikowała się       | Nie zakwalifikowała się       | Nie zakwalifikowała się       | Nie zakwalifikowała się       | Nie zakwalifikowała się       |
| 1995                          | Nie zakwalifikowała się       | Nie zakwalifikowała się       | Nie zakwalifikowała się       | Nie zakwalifikowała się       | Nie zakwalifikowała się       | Nie zakwalifikowała się       | Nie zakwalifikowała się       | Nie zakwalifikowała się       |
| 1999                          | Nie zakwalifikowała się       | Nie zakwalifikowała się       | Nie zakwalifikowała się       | Nie zakwalifikowała się       | Nie zakwalifikowała się       | Nie zakwalifikowała się       | Nie zakwalifikowała się       | Nie zakwalifikowała się       |
| 2003                          | Faza grupowa                  | 3                             | 1                             | 1                             | 1                             | 2                             | 3                             |                               |
| 2007                          | Nie zakwalifikowała się       | Nie zakwalifikowała się       | Nie zakwalifikowała się       | Nie zakwalifikowała się       | Nie zakwalifikowała się       | Nie zakwalifikowała się       | Nie zakwalifikowała się       | Nie zakwalifikowała się       |
| 2011                          | Czwarte miejsce               | 6                             | 2                             | 1                             | 3                             | 10                            | 10                            |                               |
| 2015                          | Ćwierćfinał                   | 5                             | 3                             | 1                             | 1                             | 10                            | 3                             |                               |
| 2019                          | Ćwierćfinał                   | 5                             | 4                             | 0                             | 1                             | 10                            | 4                             |                               |
| Razem                         | 4/8                           | 19                            | 10                            | 3                             | 6                             | 32                            | 20                            |                               |

### Mistrzostwa Europy
| 1984 | Nie zakwalifikowała się | Nie zakwalifikowała się |
| 1987 | Nie zakwalifikowała się | Nie zakwalifikowała się |
| 1989 | Nie zakwalifikowała się | Nie zakwalifikowała się |
| 1991 | Nie zakwalifikowała się | Nie zakwalifikowała się |
| 1993 | Nie zakwalifikowała się | Nie zakwalifikowała się |
| 1995 | Nie zakwalifikowała się | Nie zakwalifikowała się |
| 1997 | Awans                   | Faza grupowa            |
| 2001 | Awans                   | Faza grupowa            |
| 2005 | Awans                   | Faza grupowa            |
| 2009 | Awans                   | Ćwierćfinał             |
| 2013 | Awans                   | Ćwierćfinał             |
| 2017 | Awans                   | Ćwierćfinał             |
| 2022 | Awans                   | III miejsce             |
| 2025 | Awans                   |                         |